# Olav Kringen

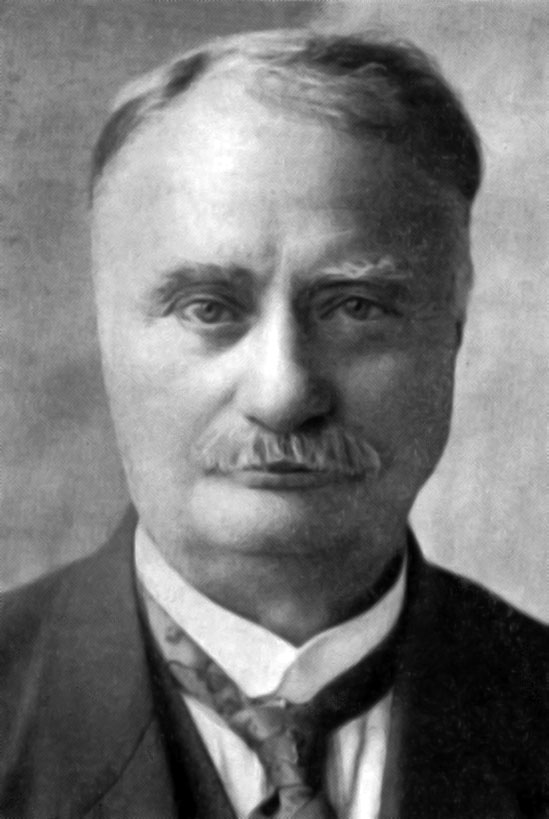
Olav Kringen.

Olav Kringen, född 24 juli 1867 i Vågå, död 6 oktober 1951, var en norsk tidningsman.
Kringen utvandrade 1887 till USA, där han blev folkskollärare och utgav tidningar, och återvände 1897 till Norge, där han var ivrigt verksam som journalist och broschyrförfattare med anknytning till Arbeiderpartiet. Han var till 1919 anställd som medarbetare i "Social-Demokraten" (och 1903–05 dess redaktör). Vid partisprängningen 1921 anslöt han sig till det nystiftade Norges Socialdemokratiske Arbeiderparti och var medarbetare i detta partis press. 